# カルヴィン・ラムゼイ
- カルバン・ラムゼイ

カルヴィン・ウィリアム・ラムゼイ（Calvin William Ramsay , 2003年7月31日 - ）は、スコットランド・アバディーン出身のサッカー選手。プレミアリーグ・リヴァプールFC所属。スコットランド代表。ポジションはDF。

## クラブ経歴

### アバディーン
2012年に地元のアバディーンのユースアカデミーに入所。2019年に16歳でトップチームに昇格し、8月4日のハート・オブ・ミドロシアン戦で早くもベンチ入り。2021年1月に2024年までのプロ契約を締結。3月20日のダンディー・ユナイテッド戦で、試合終了間際に起用されプロデビュー。2020-21シーズンは4試合で起用され、翌2021-22シーズンは先発に定着し、2022年4月2日の同じくダンディー・ユナイテッド戦では、前半41分にプロ初ゴールを記録。更に5月にはリヴァプールやリーズ・ユナイテッドなどが、ラムゼイの獲得を検討しているとも報じられた。

### リヴァプール
2022年6月19日、プレミアリーグのリヴァプールに完全移籍で加入した。
2023年6月13日、プレストン・ノースエンドにレンタル移籍した。
2024年1月29日、ボルトン・ワンダラーズにレンタル移籍した。

## 代表経歴
2018年から、各ユース世代のスコットランド代表に随時招集されている。
2022年11月16日、トルコ代表との親善試合でA代表初出場。

## 個人成績
| クラブ       | シーズン | リーグ                   | リーグ戦 | リーグ戦 | カップ戦 | カップ戦 | リーグ杯 | リーグ杯 | 国際大会 | 国際大会 | その他 | その他 | 合計 | 合計 |
| クラブ       | シーズン | リーグ                   | 出場     | 得点     | 出場     | 得点     | 出場     | 得点     | 出場     | 得点     | 出場   | 得点   | 出場 | 得点 |
| ------------ | -------- | ------------------------ | -------- | -------- | -------- | -------- | -------- | -------- | -------- | -------- | ------ | ------ | ---- | ---- |
| アバディーン | 2020-21  | スコティッシュ・プレミア | 4        | 0        | 2        | 0        | 0        | 0        | 0        | 0        | 0      | 0      | 6    | 0    |
| アバディーン | 2021-22  | スコティッシュ・プレミア | 24       | 1        | 2        | 0        | 1        | 0        | 6        | 0        | 0      | 0      | 33   | 1    |
| アバディーン | 通算     | 通算                     | 28       | 1        | 4        | 0        | 1        | 0        | 6        | 0        | 0      | 0      | 39   | 1    |
| リヴァプール | 2022-23  | プレミアリーグ           |          |          |          |          |          |          |          |          |        |        |      |      |
| リヴァプール | 通算     |                          |          |          |          |          |          |          |          |          |        |        |      |      |
| 総通算       | 総通算   | 総通算                   | 28       | 1        | 4        | 0        | 1        | 0        | 6        | 0        | 0      | 0      | 39   | 1    |